# Дегтярёва, Тамара Васильевна
Тамара Васильевна Дегтярёва (29 мая 1944, Калининград, Московская область — 9 августа 2018, Москва) — советская и российская актриса театра и кино. Заслуженная артистка РСФСР (1985). Народная артистка Российской Федерации (2005). Лауреат Государственной премии СССР (1979).

## Биография
Тамара Дегтярёва родилась 29 мая 1944 года в городе Калининграде (ныне — Королёв) Московской области в простой семье.
Окончила ВТУ имени М. С. Щепкина. Затем была принята в труппу МТЮЗ, где и прослужила в течение пяти лет до 1970 года.
С 1970 года до кончины — актриса театра «Современник». Мастерски исполняла роли второго плана.
Известна широкой публике ролью Агаты Савельевой в телефильме «Вечный зов». За эту работу актрисе в 1979 году была присуждена Государственная премия СССР.
Преподавала актёрское мастерство во ВГИКе.
Играла в Театре Антона Чехова: «Вишневый сад» А.П. Чехова - Шарлотта Ивановна. Сотрудничала с Новым Драматическим театром: «Гадина» А. Сергеева по письмам и воспоминаниям жены П.И. Чайковского - Антонина Милюкова.
В ноябре 2012 года перенесла операцию по ампутации ноги, после которой продолжала играть в инвалидном кресле в спектакле «Время женщин».

Около 10 лет была женой театрального режиссёра Юрия Погребничко. Из воспоминаний актрисы:
«Он каждый день терзал меня замечаниями, что не так висит полотенце, не правильно налила чай, не заметила складку на рубашке и так далее. Доводил меня до истерик и только тогда успокаивался. А на следующий день всё начиналось заново. Любовь умерла очень быстро. Решение о разводе было одним из самых верных в моей жизни».
Жила одна, детей не было.
Скончалась на 75-м году жизни 9 августа 2018 года в Москве от остановки сердца. Прощание с актрисой и кремация состоялась 11 августа на Николо-Архангельском кладбище. Урна с прахом захоронена на участке, принадлежащем семье Дегтярёвой.

## Творчество

### Роли в театре
Московский театр юного зрителя
1. «Ромео и Джульетта» У. Шекспира — Джульетта
2. «Будьте готовы, Ваше высочество» Л. А. Кассиля
3. «Наташа» А. Галича — Наташа
4. «Мужчина семнадцати лет» И. Дворецкого
5. «Убить пересмешника» Харпер Ли
6. 1966 — «Варшавский набат» В. Коростылёва
7. «Эй ты, здравствуй!» Г. Мамлина

Московский театр «Современник»
1. 1970 — «Вечно живые» В. С. Розова — Даша
2. 1970 — «Белоснежка и семь гномов» Л. Е. Устинова, О. П. Табакова — Ромашка
3. 1971 — «Вкус черешни» А. Осецкой — Женщина
4. 1971 — «Тоот, другие и майор» И. Эркеня — Агина
5. 1971 — «Валентин и Валентина» М. М. Рощина — Дина
6. 1972 — «С любимыми не расставайтесь» А. М. Володина — Катя
7. 1973 — «Погода на завтра» М. Ф. Шатрова — Тамара
8. 1975 — «Эшелон» М. М. Рощина — Тамара
9. 1975 — «Двенадцатая ночь» У. Шекспира — Оливия
10. 1976 — «Не стреляйте в белых лебедей» Б. Л. Васильева — Харитина
11. 1977 — «А поутру они проснулись» В. М. Шукшина — Тётя Нюра
12. 1980 — «Спешите делать добро» М. М. Рощина — Сима
13. 1982 — «Любовь и голуби» В. П. Гуркина — Раиса Захаровна
14. 1983 — «Команда» С. И. Злотникова — Люся по прозвищу «Голливуд»
15. 1985 — «Квартира Коломбины» Л. С. Петрушевской — Бульди
16. 1987 — «Стена» А. М. Галина — Вера Анисимовна
17. 1988 — «Звезды на утреннем небе» А. М. Галина — Валентина
18. 1988 — «Смиренное кладбище» С. Е. Каледина — Валентина
19. 1989 — «Крутой маршрут» Е. С. Гинзбург — Гретта, баба Настя
20. 1994 — «Пигмалион» Б. Шоу — Миссис Пирс
21. 1999 — «Три товарища» Э. М. Ремарка — Фрау Залевски
22. 1999 — «Гадина» А. В. Сергеева — Антонина Милюкова-Чайковская
23. 2000 — «Играем…Шиллера» — Анна Кеннеди
24. 2000 — «Уйди-уйди» Н. В. Коляды — Энгельсина
25. 2003 — «Анфиса» Л. Н. Андреева — Бабушка
26. 2003 — «Бесы» Ф. М. Достоевского — Варвара Петровна Ставрогина
27. 2005 — «Голая пионерка» М. Б. Кононова — Бабка Александра, Домна Дормитонтовна
28. 2008 — «Три сестры» А. П. Чехова — Анфиса
29. 2011 — «Время женщин» Е. С. Чижовой — Евдокия

Другие театры
1. 1981 — «Триптих для двоих» С. И. Злотникова (авторское название: «Бег на месте с любовью (триптих для двух актёров)») — Женщина (Московский театр миниатюр)
2. 1990 — «Вишнёвый сад» А. П. Чехова — Шарлотта Ивановна (Театр Антона Чехова)
3. 1999 — «Гадина» А. П. Сергеева — Антонина Милюкова (Новый драматический театр)

### Роли в кино
1970 — Солнце на стене — Оля Мороз — главная роль
- 1968 — Встречи на рассвете — Галя Макарова — главная роль, дебют
- 1969 — Дорога домой — подруга Маши, нет в титрах
- 1971 — Свой остров — Мари
- 1971 — Нюркина жизнь — Нюра, главная роль
- 1973 — Вечный зов — Агата Савельева (жена Ивана Савельева)
- 1973 — Ищу человека — Тоня
- 1973 — Во весь голос
- 1974 — Домби и сын
- 1976 — Жизнь и смерть Фердинанда Люса — Джейн
- 1976 — Вы мне писали… — Галя
- 1976 — Вечно живые — Даша
- 1978 — Расписание на послезавтра — Зинаида Ивановна
- 1978 — Остров Серафимы — Серафима, главная роль
- 1979 — Удивительные приключения Дениса Кораблёва — Елизавета Николаевна
- 1979 — Дефицит на Мазаева
- 1979 — Багряные берега — главная роль
- 1980 — Свет в окне — Ирина, главная роль
- 1980 — Каждый третий — эпизод
- 1980 — Что можно Кузенкову?
- 1981 — Дядюшкин сон — Фелисата Михайловна
- 1982 — Свидание с молодостью — Жена Пронина
- 1982 — Пространство для маневра — Шура Егорова
- 1982 — Молодость, выпуск 4-й
- 1983 — Племянник
- 1983 — Молодость, выпуск 5-й (киноальманах) — жена Ключарёва
- 1983 — Полоса везения
- 1983 — Водитель автобуса — Антонина
- 1984 — Иван Павлов. Поиски истины — Мать Ивана
- 1986 — Попутчик — Катерина
- 1986 — Игра хамелеона — Костанье
- 1986 — Где ваш сын? — Анна Петровна
- 1988 — Эшелон — Тамара
- 1990 — Николай Вавилов — Катя
- 1992 — Вишнёвый сад — Шарлотта Ивановна
- 2008 — Крутой маршрут — Баба Настя

## Награды
- Заслуженная артистка РСФСР (1985)
- Народная артистка Российской Федерации (2005)
- Государственная премия СССР (1979) — за исполнение роли Агаты Гавриловны Савельевой в фильме «Вечный зов» (1973—1977, 1—12 серии).